# (36804) 2000 SX61
2000 SX61 (asteroide 36804) é um asteroide da cintura principal. Possui uma excentricidade de 0.05564980 e uma inclinação de 3.85122º.
Este asteroide foi descoberto no dia 24 de setembro de 2000 por LINEAR em Socorro.